# Borneo
Borneo is een eiland in Zuidoost-Azië. Met een oppervlakte van ongeveer 744.108 km² is Borneo het op twee na grootste eiland van de wereld; alleen Groenland en Nieuw-Guinea zijn groter.

## Geschiedenis

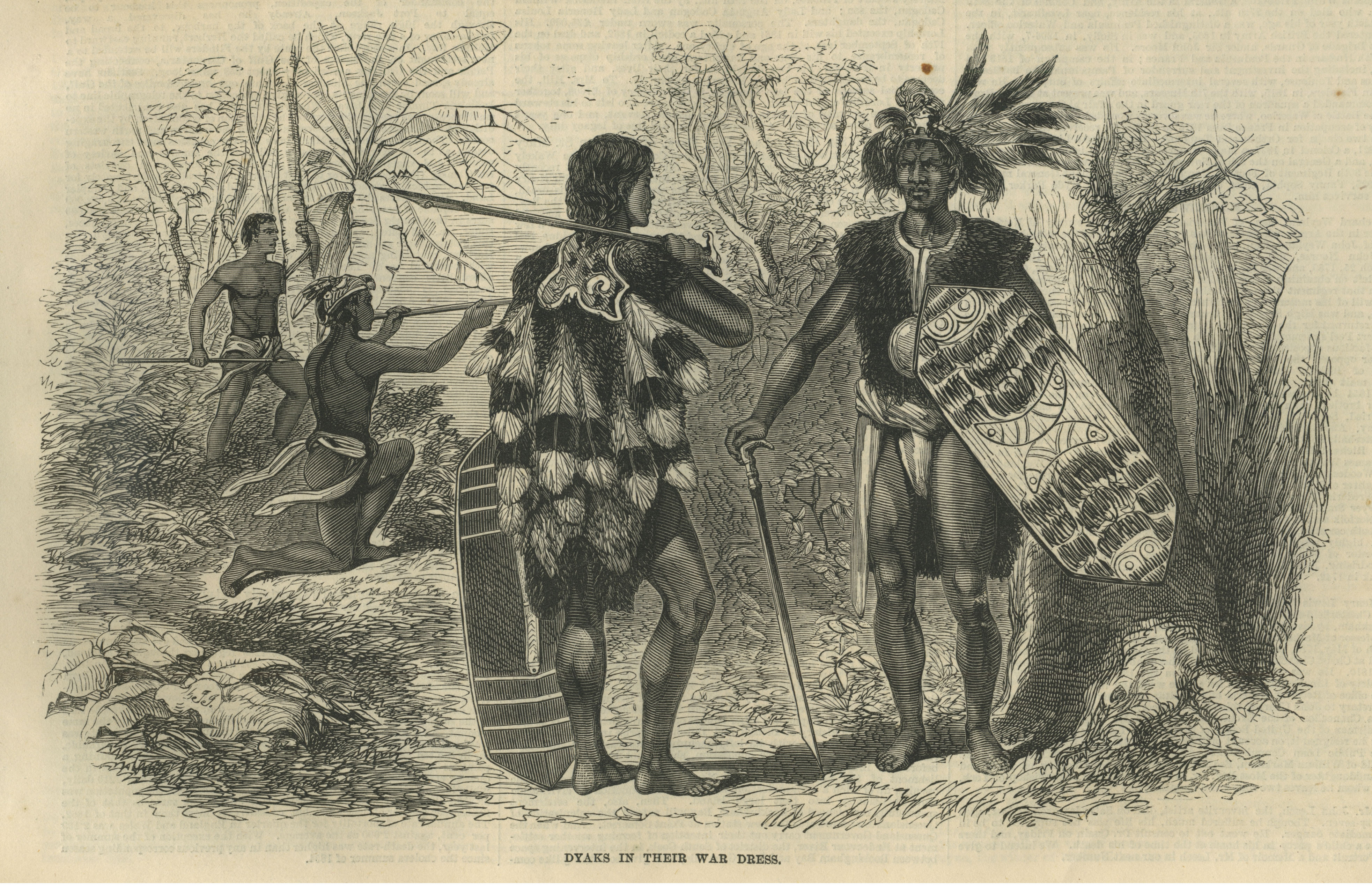
Dajaks, de oorspronkelijke bevolking van Borneo, in hun traditionele oorlogsklederdracht. Koppensnellen was een belangrijk onderdeel van de Dajakcultuur.

Volgens oude Chinese en Indiase manuscripten waren enkele westelijk gelegen kuststeden van Borneo frequent gebruikte ruilposten. Tijdens het eerste millennium werd er onder meer gehandeld in goud, schilden van schildpadden, ivoor, hoorns van neushoorn, rotan en bijenwas. De Indiërs noemden Borneo Suvarnabhumi ("het land van goud"). Een andere gangbare naam was Karpuradvipa (kamfereiland). Inwoners van Java noemden Borneo Puradvipa ("Diamanteiland"). Archeologische vondsten in de rivierdelta de Sarawak onthulden dat dit gebied in de periode 1300 v.Chr. tot 500 v.Chr. een bruisend handelcentrum was tussen India en China.
In de 14e eeuw waren bijna alle kustgebieden van Borneo onder controle van de Majapahit, zoals beschreven staat in het Javaanse Nagarakretagamadocument.
In de 15e eeuw oefenden de Majapahit hun invloed uit in Borneo. Prinses Junjung Buih, koningin van het Hindoekoninkrijk van Negara Dipa, trouwde met een Javaanse prins, Prins Suryanata. Dit koppel regeerde over het koninkrijk dat een bruidssgeschenk was aan het Majapahitkoninkrijk (1365). Zo werd het een onderdeel van Nusantara. Na verloop van tijd nam de macht van Negara Dipa af en werd dit hof vervangen door het hof van Negara Daha. Toen de leiding van dit hof zich bekeerde tot de Islam en ze het Islamitische koninkrijk Banjar vormden, erfden zij enkele gebieden die daarvoor door het Hindoekoninkrijk van Negara Daha werden bestuurd.
Het Sultanaat Brunei heerste gedurende zijn gouden periode (van de 15e tot de 17e eeuw) over een groot deel van Noord-Borneo.

## Geografie
Het eiland Borneo is opgedeeld onder Indonesië en Maleisië. Tevens ligt de kleine onafhankelijke staat Brunei in zijn geheel op Borneo.
Het zuidelijke, grootste deel van het eiland behoort tot Indonesië en heet officieel Kalimantan. Het noorden van het eiland behoort tot Maleisië. Dit Oost-Maleisië bestaat uit Sabah, het noordelijke deel van het eiland, en Sarawak, dat in het noordwesten ligt. Sabah en Sarawak worden gezamenlijk ook wel Maleisisch Borneo genoemd. Brunei is een onafhankelijke, relatief kleine staat in het noorden van het eiland. De naam "Borneo" is overigens afkomstig van "Brunei".
De grootste stad van Borneo is Balikpapan in Oost-Kalimantan, met ruim 850.000 inwoners. Andere belangrijke steden zijn Samarinda (335.000), Banjarmasin (500.000) en Pontianak (570.000) op het Indonesische deel van het eiland en Kota Kinabalu (450.000) en Kuching (485.000) op Maleisisch Borneo.
Ten noordwesten van het eiland ligt de Zuid-Chinese Zee, ten noordoosten de Suluzee, ten oosten de Celebeszee, ten zuidoosten de Straat Makassar, ten zuiden de Javazee en ten slotte ten zuidwesten de Straat Karimata.
| Vlag | Naam          | Hoofdstad           | Oppervlakte | Taal        | UTC    |
| ---- | ------------- | ------------------- | ----------- | ----------- | ------ |
|      | Brunei        | Bandar Seri Begawan | 5.765 km²   | Maleisisch  | +8     |
|      | Kalimantan    | -                   | 544.150 km² | Indonesisch | +7, +8 |
|      | Oost-Maleisië | -                   | 198.352 km² | Maleisisch  | +8     |

### Rivieren
- Kapuas (1,143 km)
- Barito (1,090 km)
- Mahakam (980 km)
- Kahayan (658 km)
- Mendawai (616 km)
- Kayan (576 km)
- Rajang (565 km)
- Kinabatangan (560 km)
- Baram (400 km)
- Sembakung (352 km)
- Sesayap (279 km)
- Pawan (197 km)

## Bevolking
Borneo had in 2010 naar schatting 19.800.000 inwoners. De grootste bevolkingsgroepen zijn Maleiers, Banjar, Han-Chinezen en Dajaks.
Het grootste deel van de bevolking van Borneo is moslim of animistisch. Er is een kleine hindoe-minderheid in Midden-Kalimantan. De meeste Dajaks zijn christelijk.
Op Borneo worden veel verschillende talen gesproken, vooral Malayo-Polynesische. Sarawak kent 47 talen, Sabah 54, Kalimantan 83 en Brunei 17.

## Klimaat
Het eiland heeft een tropisch klimaat. Van november tot maart heerst op Borneo de noordoostmoesson, van mei tot september de zuidoostmoesson. Het eiland kent daardoor zeer veel regenval, verspreid over het hele jaar.

## Natuur

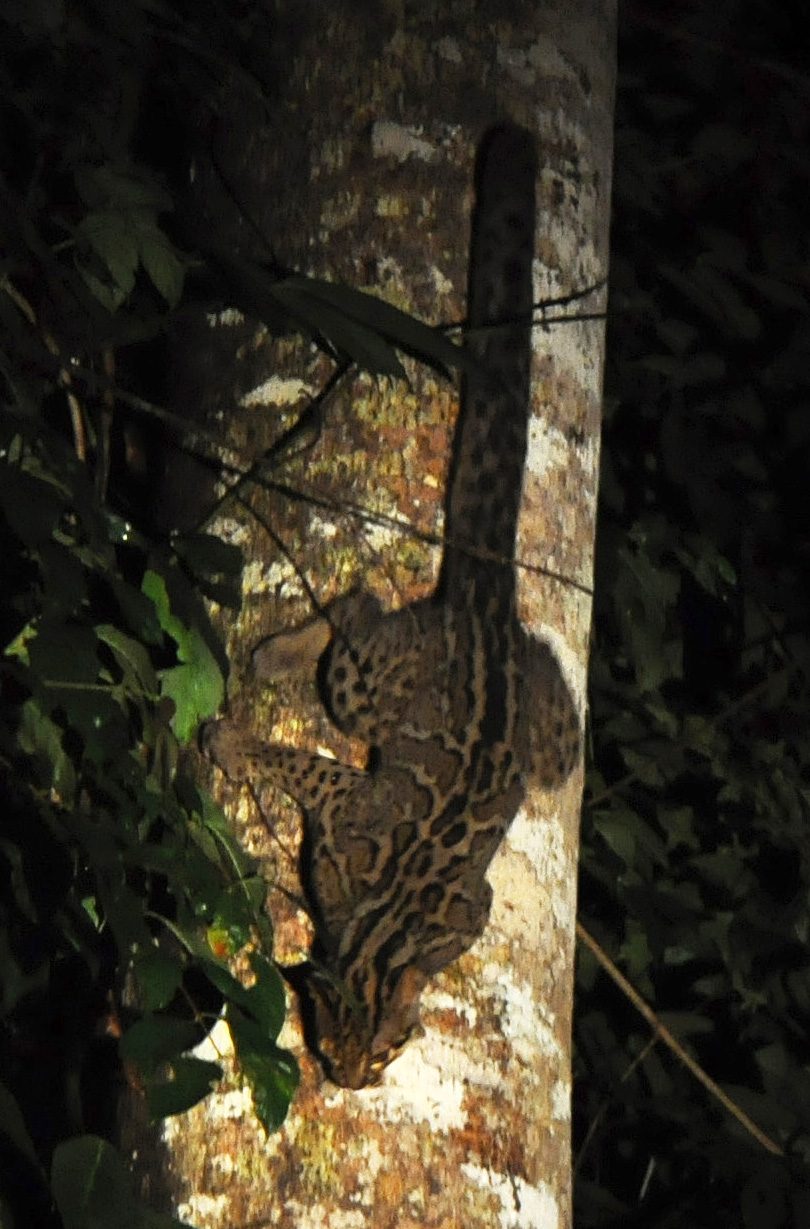
Een Marmerkat in de Danumvallei

Ooit was heel Borneo bedekt met tropisch regenwoud, dat meer dan 130 miljoen jaar oud is. Borneo herbergt de oudste regenwouden ter wereld. Sinds de jaren 60 echter, is bos in een ongekend tempo gekapt. Vooral het laaglandregenwoud, dat de meeste soorten fauna en flora herbergt werd het meest gekapt, waardoor er nu alleen kleine stukken ongerept laaglandregenwoud overblijven, voornamelijk in de nationale parken van Borneo.
Sinds 1980 is 80% van het primaire woud in Borneo verdwenen. Het grootste gedeelte van Borneo is gedegradeerd door houtkap en/of platgebrand voor palmolieplantages. Bovendien maakt houtkap het bos extra gevoelig voor branden. Zo ging in 1997 en 1998, tijdens de El Niño 120.000 km² bos in vlammen op. Dit zorgde voor 40 % van de globale uitstoot van CO2 in dat jaar, en bovendien zorgde de rook en smog voor miljarden euro's aan schade in omringende landen.

### Flora
De bossen van Borneo bevatten zeer veel soorten. Doordat er jaarlijks meer dan 2500 mm regen valt, is de diversiteit aan flora zeer groot. Eén hectare primair laaglandregenwoud in Borneo kan wel 300 soorten bomen bevatten, terwijl heel Engeland "slechts" 25 soorten bevat. Borneo kent 15.000 plantensoorten, en waarschijnlijk ook vele onontdekte plantensoorten. De laaglanden worden gedomineerd door de dipterocarp-bomen, een familie bomen bestaande uit honderden soorten. Deze bomen zijn ook gewild voor hun hardhout. De dipterocarp bomen zijn de grootste regenwoudbomen ter wereld. Sommigen van deze bomen kunnen 90 meter hoog worden.
Ook is Borneo het enige eiland waar de Nepenthes bicalcarata groeit, een lid van het Nepenthes geslacht. Deze plant werkt samen met een mierensoort, de Colobopsis schmitzi, die in symbiose leven.

### Fauna
Onder andere de Borneodwergolifant, de Sumatraanse neushoorn, de Borneose nevelpanter, de Borneose orang-oetan en de neusaap hebben hier hun leefgebied in een van de rijkste natuurgebieden in de wereld.
Op 19 december 2006 maakte het Wereld Natuur Fonds bekend dat onderzoekers in 2006 meer dan 50 nieuwe dieren en planten op dit eiland hadden ontdekt: 30 vissoorten, twee soorten boomkikkers, zestien gemberplanten, drie boomsoorten en een plantensoort met grote bladeren.